# József Varga (Fußballspieler, 1988)
József Varga (* 6. Juni 1988 in Debrecen) ist ein ungarischer Fußballspieler.

## Karriere

### Vereine
Zu Beginn der Saison 2007/08 wechselte Varga aus der Reservemannschaft von Debreceni Vasutas SC in die Profimannschaft. In der Champions League 2007/08 traf Debreceni Vasutas in der zweiten Runde auf den schwedischen Meister IF Elfsborg und schied mit einer 0:1-Niederlage aus dem Wettbewerb aus. Am Ende der Saison 2007/08 belegte er mit seinem Verein den zweiten Platz hinter MTK Budapest FC und gewann mit einem 9:1-Finalsieg gegen Honvéd Budapest den Ungarischen Pokal. In der ersten Runde des UEFA-Pokals 2008/09 besiegte Debreceni Vasutas den Schachtjor Qaraghandy nach Hin- und Rückspiel mit 2:1. Die zweite Runde wurde jedoch nach Hin- und Rückspiel mit 3:7 gegen den BSC Young Boys verloren. In der Saison 2008/09 gewann Varga mit seinem Verein die ungarische Meisterschaft. In der folgenden Saison zog Debreceni Vasutas nach Siegen gegen Kalmar FF, FC Levadia Tallinn und Lewski Sofia in die Gruppenphase der Champions League ein, wo sie jedoch sieglos ausschieden. In derselben Saison wurden sie ungarischer Meister, Pokalsieger und Ligapokalsieger. Auch in der Saison 2011/12 war Debreceni Vasutas sehr erfolgreich und gewann das Double aus Meisterschaft und nationalem Pokal.
Am 30. Januar 2013 wechselte Varga bis zum Ende der Saison auf Leihbasis zum Bundesliga-Klub SpVgg Greuther Fürth. In Fürth kam er lediglich zu sechs Einsätzen und stieg mit seiner Mannschaft am Ende der Saison 2012/13 ab. Im Sommer 2013 wurde er für eine Spielzeit an den FC Middlesbrough in die englische Football League Championship ausgeliehen. Er spielte anschließend noch zwei Jahre für Debrecen, ehe er im Sommer 2016 zum Videoton FC nach Székesfehérvár wechselte. Dort gewann er am Ende der Saison 2017/18 seine vierte Meisterschaft.
Im Sommer 2020 kehrte er zu Debreceni Vasutas SC zurück, die damals in der 2. ungarischen Liga spielten. Als Zweitligameister stieg er in der Saison 2020/21 wieder in die 1. Liga auf. Im Sommer 2024 wechselte er erneut in die 2. Liga, diesmal zu Kazincbarcika SC.

### Nationalmannschaft

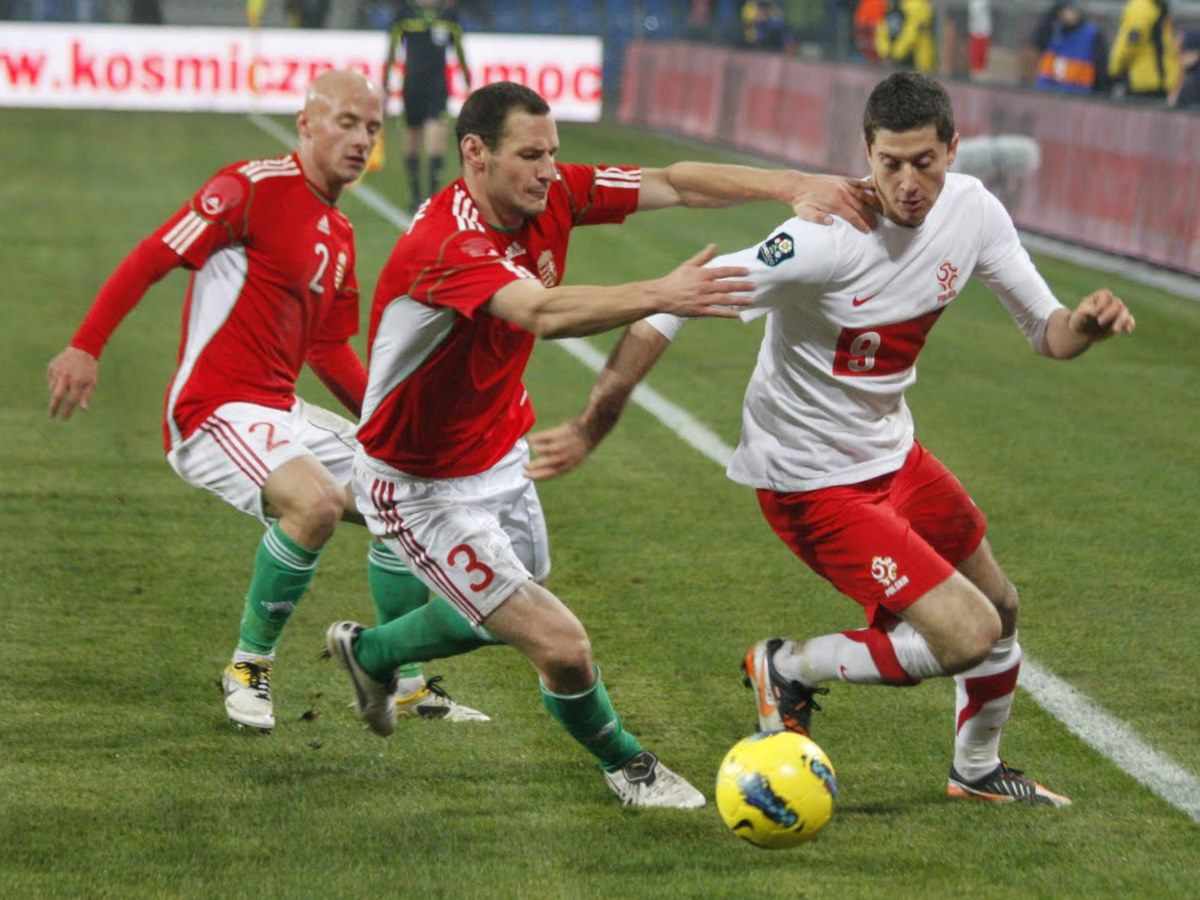
József Varga (links) beim Spiel gegen Polen

Am 10. Oktober 2009 debütierte Varga für die ungarische Fußballnationalmannschaft beim Qualifikationsspiel zur Fußball-Weltmeisterschaft 2010 gegen Portugal, welches jedoch mit 0:3 verloren wurde. Da er trotzdem überzeugen konnte, wurde er  anschließend Stammspieler und regelmäßig eingesetzt.
Am 2. September 2011 spielte Varga auch im Qualifikationsspiel zur Europameisterschaft 2012 gegen Schweden. Dort musste er jedoch in der Abwehr eingesetzt werden, da die Stammverteidiger Roland Juhász und Vilmos Vanczák nicht spielen konnten. Doch auch auf dieser Position konnte er überzeugen und das Spiel wurde 2:1 gewonnen.

## Erfolge
- Debreceni Vasutas SC
  - Ungarischer Meister: 2009, 2010, 2012, 2018
  - Ungarischer Pokalsieger: 2010, 2012
  - Ungarischer Supercup-Sieger: 2009, 2012
  - Ungarischer Ligapokal-Sieger: 2010